# Audelais
Audelais of Andelais  was usurpator van het Hertogdom Benevento van ca.730 tot 732.
Zijn voorganger Romuald II had een zoon, Gisulf II, maar die was nog een kind toen hij stierf. Audelais maakte van de situatie gebruik om de macht te grijpen. Het hertogdom Benevento was een vazalstaat van de Longobarden. Koning Liutprand van de Longobarden greep in en zette zijn eigen stroman op de troon, Gregorius.